# تازه‌کند گندم‌آباد
تازه کندگندم آباد یک روستا در ایران است که در استان اردبیل واقع شده‌است. تازه کندگندم آباد ۵۲ نفر جمعیت دارد.